# Marpessa Dawn

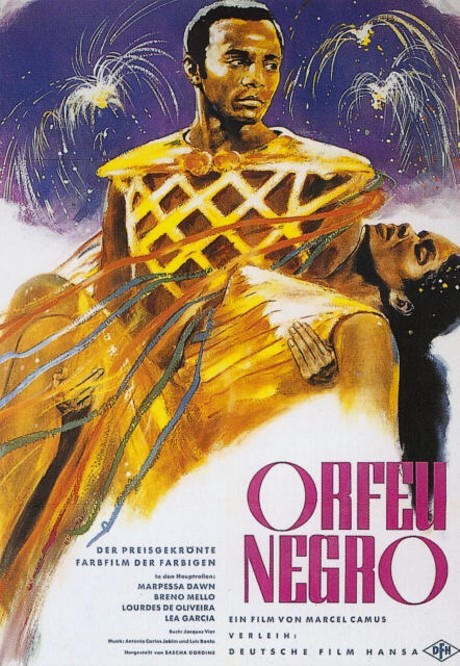
Plakat von Helmuth Ellgaard zum Film Orfeu Negro, mit Breno Mello und Marpessa Dawn

Marpessa Dawn (* 3. Januar 1934 in Pittsburgh, Pennsylvania; † 25. August 2008 in Paris) war eine US-amerikanische Schauspielerin.
Als junge Frau arbeitete Dawn zunächst als Tänzerin, Mitte der 1950er Jahre wurde sie in Frankreich für den Film entdeckt.
Ihre wichtigste und größte Rolle spielte sie in Orfeu Negro neben Breno Mello. Dieser Auftritt galt Kritikern als Beginn einer großen Filmkarriere, doch blieben die Angebote aus, weshalb sie nur noch selten im Kino oder Fernsehen (dort auch in einigen Serien) zu sehen war. So beschränkten sich ihre Rollen meist auf Kurzauftritte oder kleine Nebenrollen.
Sie besang auch Schallplatten, so unter anderem "Manhã de Carnaval" aus Orfeu Negro. Nachdem sie auf Grund des Filmerfolges einige Titelblätter schmückte, ebbte das öffentliche Interesse an Dawn mehr und mehr ab.
Dawn war zweimal verheiratet und Mutter von fünf Kindern. Sie starb 2008 im Alter von 74 Jahren an einem Herzinfarkt, nur sechs Wochen nach ihrem Schauspielkollegen Breno Mello.

## Filmografie (Auswahl)
- 1956 C’est une fille paname (Musical)
- 1957 Elisa, eine Gefallene (La fille Elisa)
- 1958 Der Frauenfresser (The Woman Eater)
- 1959 Orfeu Negro
- 1960 Die Karawane nach Zagora (El secreto de los hombres azules)
- 1963 Canzoni nel mondo
- 1970 Le bal du comte d’orgel
- 1973 Bel ordue (Kurzauftritt)
- 1974 Sweet Movie (Regie: Dušan Makavejev)
- 1995 Sept en attente